# Sophora arizonica
Sophora arizonica är en ärtväxtart som beskrevs av Sereno Watson. Sophora arizonica ingår i släktet soforor, och familjen ärtväxter. Inga underarter finns listade i Catalogue of Life.